# Arturo Goetz
Arturo L. Goetz (geboren am 24. Juni 1944 in Buenos Aires, Argentinien; gestorben am 28. Juli 2014 ebenda) war ein argentinischer Schauspieler.

## Leben
In der Jugend spielte er bereits in Filmamateurgruppen. Von 1971 bis 1974 studierte er Wirtschaft am Jesus College und erlangte den Doktortitel. In den 1960er Jahren reiste er mit einem Stipendium während der Onganía-Diktatur nach Oxford. Goetz  arbeitete dann bei den Vereinten Nationen in der Schweiz und zog 1976  nach Rom, wo er bis 1983 lebte. Schließlich kehrte er nach Buenos Aires zurück und begann seine Schauspielkarriere. Er lernte unter anderen von Agusto Fernández und Miguel Guerberof. Seit 1998 war er in mehr als 40 Film- und Fernsehproduktionen zu sehen. Er gewann 2007 den Cóndor de Plata für seine Darstellung im Film Derecho de Familia.